# Sint-Jacobsplein
Het Sint-Jacobsplein is een plein in de Belgische stad Leuven. Het is gelegen in het westelijk gedeelte van de Leuvense binnenstad. De Kruisstraat, de Pelgrimstraat, de Wagenweg, de Biezenstraat, de Sint-Hubertusstraat en de Hertstraat lopen op het plein uit.

## Geschiedenis
Het Sint-Jacobsplein werd voorheen de Biest genoemd, een collectivum voor "bies", dat verwees naar de met biezen begroeide plaats in de buurt van de Dijle en de Voer. Bij de bouw van de tweede stadsomwalling in de 14de eeuw werd het gebied bij de stad ingelijfd. Dwars over de Biest liep tot 1774 een gracht die het water van de Doelage, een poel vlak bij de pastorie, naar de Voer afleidde. Een tweede gracht liep in dezelfde richting langs de huidige Biezenstraat en werd daar overbrugd door de Ezelsbrug. In 1774 werd toestemming verleend om de gracht te dempen en door riolering te vervangen. Een deel van het plein dat omringd was met in de hoogte variërende bermen en struikgewas werd vervolgens op dezelfde hoogte gelijk gemaakt. In 1793 werd beslist om er een vee- en paardenmarkt aan te leggen; een beslissing die pas in 1824 werd uitgevoerd. In de tussentijd werd een gedeelte van het braakliggend terrein als moestuin gebruikt.
Het huidige Sint-Jacobsplein werd in 1824-1827 aangelegd en vernoemd naar de vlakbij gelegen Sint-Jacobskerk. Het plein was oorspronkelijk door kastanjebomen omgeven en met een houten afrastering afgesloten. De omheining met arduinen paaltjes en gietijzeren staven dateert uit 1842.
Sinds 1927 wordt het Sint-Jacobsplein ter gelegenheid van Leuven Kermis op de eerste maandag van september gebruikt als vee- en paardenmarkt en veeprijskamp.